# Saison 3 de Blague à part
Cet article présente le guide des épisodes de la troisième saison de la série télévisée Blague à part.

## Épisode 2:Avortement
- Audrey Fleurot (très petit rôle)

## Épisode 4:Le Mot
- Jeanne Savary

## Épisode 8:Le Fauteuil
- Anne Marivin

Nico a acheté le fauteuil qu'avait Kennedy à la Maison Blanche mais Mike lui apprend qu'il y en a plein l'aéroport. Lorsque le fauteuil se casse, ils se déguisent en pilotes pour voler la pièce manquante.

## Épisode 13:Le Mouton
- Sabrina Van Tassel

## Épisode 15:Coco
Mike paye un scooter à Coco à 5000 francs. Il tente désespérément de lui faire comprendre qu'elle doit le rembourser. De son côté, Nico  a fait la connaissance de Gaby au téléphone et doit la rencontrer au Petit palais. Par peur de tomber sur un coureur de filles, elle envoie sa meilleure amie Stella une jeune femme pleine d'humour et intelligente, beaucoup moins jolie que Gaby.

## Épisode 17:Tonton Nico
- Elsa Kikoïne

## Épisode 18:New York
- Elsa Kikoïne